# Niećkowo
Niećkowo – wieś w Polsce położona w województwie podlaskim, w powiecie grajewskim, w gminie Szczuczyn.
Urbanistycznie wieś jest typową jednoulicówką z bocznymi odgałęzieniami. Niećkowo jest największą wsią gminy Szczuczyn. Jest to miejscowość, gdzie znaczna większość ludności utrzymuje się z rolnictwa. Jak wynika z danych, w 2003 roku w Niećkowie istniało 59 gospodarstw rolnych, z których 30 utrzymywało się z produkcji mleka. Natomiast pozostała część mieszkańców głównie związana jest z tutejszą szkołą. Do grupy tej przede wszystkim należą: nauczyciele i nauczyciele emeryci, pracownicy administracji i obsługi oraz osoby zatrudnione w szkolnym gospodarstwa rolnym. Niewielki procent stanowią też osoby zatrudnione w innych miejscowościach, głównie w Szczuczynie i Grajewie. Podczas II wojny światowej nazywana przez Niemców Galindenhoff. Pod względem struktury narodowościowej i wyznaniowej, Niećkowo zamieszkuje ludność polska w większości wyznania rzymskokatolickiego.

## Historia
17 lutego 1428 roku książę Janusz I nadał 30 włók ziemi koło bagna Białe Błota oraz 5 włók łąk koło rzeki Wissy Piotrowi z Milewa oraz czterem jego synom: Mieczysławowi, Mikołajowi, Pawłowi i Przeborowi. 7 października 1436 roku na mocy przywileju księcia Władysława I ci czterej bracia wraz z piątym bratankiem Stanisławem otrzymali nadanie 30 włók ziemi nad Skietowsku. Na części tego nadania powstało Milewo Skietowsk. 2 marca 1439 roku bracia Maciej, Mroczysław i Mikołaj Milewscy sprzedali 20 włók ziemi nad rzeką Skietowsk Stanisławowi z Niećkowa tj. Niecik herbu Bujno, który wcześniej już sprzedał wójtostwo w Żebrach. Transakcja ta dała początek nowej wsi. Stanisław Niecikowski na nabytych włókach założył wieś Niecikowo zwaną dziś Niećkowo. 10 listopada 1441 roku Stanisław z Niecikowa w zamian za 6 włók ziemi w Niecikowie i 40 kop groszy otrzymał od Tyburcego Romana 20 włók ziemi z brzegu Klimaszewnicy a lasem Kiestat. Stanisław z Niecikowa kupił więc, jak wynika z położenia środowiskowego wieś Zalesie.
Od czterech synów Jakusza Niecikowskiego pochodziła drobna szlachta. Natomiast piąty syn Stanisław dorobił się dużego majątku. W jego posiadaniu były dwie wsie: Niecikowo i Zalesie.
Przed 1471 rokiem Niećkowo i Zalesie odziedziczył dzięki żonie Świętce, córki Stanisława Niecikowskiego jej mąż Stanisław Szczuka herbu Grabie, syn Marcina ze Skajów. W 1471 roku wobec księcia Kazimierza III odkupił za 20 kop groszy prawo bliższości do tych wsi od braci stryjecznych Świętki, Piotra Pietrasza, Macieja, Stanisława i Jakuba, oraz synów Andrzeja: Jana, syna Marcina, Jana Jakusza, a także synów Pietrasza: Grzegorza, Macieja i Marcina Niecikowskich. Stanisław Szczuka dał początek rodzinie Niecikowskich herbu Grabie, która władała przez następne dwa stulecia Niecikowem. Prywatna wieś szlachecka  Niecikowo położona była w drugiej połowie XVI wieku w powiecie wąsoskim ziemi wiskiej województwa mazowieckiego.
Niecikowo z czasem zmieniło nazwę na Niećkowo. Ostatnim Niećkowskim na Niećkowie był Aleksander, regent wąsoski, zmarły w 1676 roku.
Po Aleksandrze Niećkowskim większą część Niećkowa odziedziczył Wojciech Świderski, komornik grodzki wąsoski, ożeniony z Zofią Niecikowską. Świderscy już od XVI wieku mieli w posiadaniu część Niećkowa. Posiadali je wraz z częścią Milewa aż do XIX wieku.
Niećkowo pozostawało w rękach Świderskich przeszło 160 lat z wyjątkiem roku 1784, kiedy to przez krótki czas dziedzicem Niećkowa był Piotr Zawistowski.
Gdy zmarł Wojciech Świderski, sukcesorem jego majątku został jego syn Felicjan, sędzia grodzki i stolnik wiski oraz poseł na Sejm. W 1741 roku zmarł Felicjan Świderski i majątek przejął jego syn Kazimierz, również stolnik wiski i poseł na Sejm. W 1764 roku zmarł Kazimierz Świderski i właścicielem Niećkowa, Danowa i Bzur został syn Kazimierza, Kajetan Świderski, radca departamentu łomżyńskiego, działacz z czasów Księstwa Warszawskiego i Królestwa Polskiego. Córka Felicjana Świderskiego urodzona w Niećkowie, Anna primo voto Karwowska, secundo voto generałowa Rostkowska w drugiej połowie XVIII wieku zasłynęła jako starościna tajeńska, która przez wiele lat trzęsła okolicą Rajgrodu. Zmarła po 1805 roku. Ostatnim po Świderskich właścicielem Niećkowa był Kalikst syn Kajetana. Nie był jednak dobrym gospodarzem.
W 1836 roku po śmierci Kajetana Świderskiego Niećkowo stało się własnością Łukasza Łuniewskiego. Łukasz Łuniewski, jego syn Jakub i wnuk Franciszek gospodarzyli w Niećkowie przez około 30 lat.
W 1865 roku w Niećkowie gospodarzył już nowy dziedzic. Był nim Adam Bzura, właściciel leżących w sąsiedztwie Niećkowa dóbr Bzury i Dybła. Po Adamie majątek przejął jego syn Władysław. Był on dobrym gospodarzem, a jednocześnie działaczem społecznym, aktywnym członkiem rady powiatu szczuczyńskiego i sędzią okręgowym.
W 1906 roku dobra niećkowskie nabył Aleksander Romontowski. Po zakończeniu pierwszej wojny światowej właścicielami Niećkowa zostali Zofia i Jan Gromadzcy. Ostatnimi panami na Niećkowie byli ich synowie Jan i Andrzej.
Wojciech Świderski przejął po swoich poprzednikach drewniany dwór. Stał on w tym samym miejscu, w którym stoi obecnie dwór murowany. W pobliżu dworu znajdowały się również drewniane zabudowania gospodarcze. Na terenie posiadłości rósł wtedy sad otoczony lipami. Świderscy rozbudowali i unowocześnili część gospodarczą zabudowań dworskich. Materiałem budowlanym, jakiego użyto do budowy, było nadal drewno.
Nowy dwór został zbudowany przez Łuniewskich. Był to drewniany budynek postawiony na podmurówce wykonanej z polnych kamieni, konstrukcji sumikowo-łątkowej, otynkowany. Dom nakryty był dachem dwuspadowym z naczółkami, pokryty gontem.
Za czasów Władysława Bzury została znacznie powiększona liczba budynków dworskich i na początku XIX wieku było ich 30, w tym połowę stanowiły budynki murowane.
Rozbudowano również sam dwór. Gontowy dach zastąpiono czerwoną dachówką. Nad głównym wejściem pojawił się murowany portyk kolumnowy, zwieńczony trójkątnym przyczółkiem o falistych konturach. Po stronie przeciwnej portyku pojawił się taras. Do szczytu północno-zachodniego dobudowano przybudówkę zawierającą kuchnię, śpiżarnię i pomieszczenie dla służby.
Ta forma powiększania budynku nie była zbyt szczęśliwym rozwiązaniem. Popsuła ona bowiem klasyczne proporcje dworu.
Najbardziej efektownym fragmentem dworu był jego portyk wychodzący na dziedziniec z gazonem i podjazdem, otoczony żywopłotem z bzów i dzikiej róży.
Po drugiej stronie dziedzińca znajdowała się parterowa, murowana oficyna a w południowo-zachodnim narożu wzniesiony został z kamienia łupanego na początku drugiej połowy XIX wieku dwukondygnacyjny spichlerz.
To wszystko stanowiło część rezydencjalną. Otaczał ją park ogrodzony kamiennym murem. Park miał charakter krajobrazowy, o tarasowym układzie powierzchni. Było w nim dużo drzew, głównie świerków, robini, kasztanowców, klonów, dębów, lip, wiązów i jesionów. Poza tym były rabaty kwiatowe. W gąszczu ozdobnych krzewów kryła się romantyczna altana. Niedaleko parku były stawy rybne.
Podczas okupacji niemieckiej Niećkowo nazwane było Galindenhoff. Stało się ono centrum administracyjnym powiatu grajewskiego i rezydencją powiatowego starosty. Niećkowskim majątkiem kierował niemiecki zarządca. Majątek powiększono o 900 hektarów ziemi zabranej okolicznym rolnikom, którzy zostali wywiezieni do Prus Wschodnich na roboty. Rolnicy, którzy zostali, pracowali przymusowo jako robotnicy rolni w Niećkowie.
Koniec wojny zastał majątek w Niećkowie w zupełnie niezłym stanie. Przybyło mu nawet nieco zabudowań gospodarczych.
Majątek został zajęty na szkołę rolniczą. Pomieszczenia dworu adaptowano na szkolne klasy. Czworaki zostały przeznaczone na pracownie. W dawnych stajniach urządzono warsztaty szkolne i internat dla uczniów. W oficynie zamieszkali nauczyciele.
W latach 1954–1968 wieś należała i była siedzibą władz gromady Niećkowo, po jej zniesieniu w gromadzie Szczuczyn. W latach 1975–1998 miejscowość administracyjnie należała do województwa łomżyńskiego.
Zabudowania gospodarcze niepotrzebne szkole oraz ziemię majątku przejęło Państwowe Gospodarstwo Rolne. Z upływem lat w obrębie dworskiego siedliska powstały nowe budynki szkolne. W końcu szkoła opuściła dwór. Przeznaczono go na internat, a potem na mieszkania dla pracowników szkoły.
W 1998 roku zakończono trwający niemal 15 lat kapitalny remont dworskiego budynku prowadzonego pod ścisłym nadzorem Wojewódzkiego Konserwatora Zabytków w Łomży. Zrekonstruowano go od fundamentów. Zastąpiono między innymi drewniane ściany dworu ceglanymi. Oryginalny kształt dworu został zachowany, nie wyłączając dostawionej w 1912 roku przybudówki.

## Czasy obecne
W Niećkowie funkcjonuje Zespół Szkół Centrum Kształcenia Ustawicznego, który został wyposażony w kompleks dwóch hal sportowych.